# Rational Application Developer
Rational Application Developer (RAD) ist eine integrierte Entwicklungsumgebung des Unternehmens IBM Zur Entwicklung und Analyse von Web-, Webservices-, Java-, Jakarta-EE- und Portalanwendungen. IBM Rational Application Developer ist für WebSphere-Software optimiert, unterstützt aber Laufzeitumgebungen verschiedener Anbieter und baut auf der quelloffenen Eclipse-Plattform auf, so dass Entwickler ihre Entwicklungsumgebung anpassen und erweitern können.
RAD löst das ältere Produkt Websphere Studio Application Developer (WSAD) ab, das ebenfalls auf Eclipse basiert. Die Versionsnummer wurde bei der Umbenennung fortgeführt, sodass die erste Version von RAD die Nummer 6.0 hat. Die aktuelle Version ist 9.

## Übersicht
Rational Application Developer ist eine Eclipse-basierte integrierte Entwicklungsumgebung, die Java-Entwicklern beim Design, der Entwicklung und der Bereitstellung ihrer Java-Anwendungen hilft. Es beinhaltet spezialisierte Assistenten, Editoren und Validatoren für verschiedene Technologien:
- Java Platform, Enterprise Edition (Java EE) (incl. EJB, JPA, JSP und JSF)
- Webservices
- Service Component Architecture (SCA)
- Extensible Markup Language (XML)
- Java EE Connector (J2C)
- Web Application

RAD beinhaltet Tools zur Qualitätsverbesserung des Codes – statische und dynamische Codeanalyse, Java Profiling Tool, Line Code Coverage etc.
Zur Verwaltung von Quellcode können die Entwicklungsteams Rational Application Developer konfigurieren, um mit einem Quellcode-Repository-System zu arbeiten. Das Produkt wird mit Konnektoren für IBM Rational ClearCase für die Quellcodeverwaltung und IBM Rational ClearQuest für das Fehlermanagement geliefert. Ab Rational Application Developer Version 7.5 kann auch Rational Team Concert für die Quellcodeverwaltung, Defekt-Management und Teamarbeit genutzt werden.
Die Workbench enthält Tools für die Bereitstellung einer Anwendung zu einem lokalen oder Remote-Server. Es enthält integrierte Testumgebungen für IBM WebSphere Application Server und IBM WebSphere Portal und ermöglicht damit ein lokales deployen und testen der Anwendungen. Es unterstützt Apache Tomcat und andere Anwendungsserver.
Weil Rational Application Developer Eclipse-basiert ist, unterstützt er Drittanbieter-Plug-Ins für Eclipse ebenso wie speziell für Rational Tools entwickelte Plug-Ins.
Eine im Jahr 2009 geführte Studie von Evans Data Corporation bewertet Rational Application Developer am höchsten in Bezug auf die Zufriedenheit der Nutzer unter IDEs.
Die im Jahr 2012 geführte Studie von Evans Data Corporation über "Software Developer Platforms" bewertet Rational als Nummer 1.